# Ted Sampson
Ted Sampson wł. Edward John Sampson (ur. 2 grudnia 1935) – brytyjski lekkoatleta, sprinter, mistrz Europy z 1958.
Specjalizował się w biegu na 400 metrów. Startując w reprezentacji Anglii zdobył srebrny medal w sztafecie 4 × 440 jardów (w składzie: Derek Johnson, Sampson, John Wrighton i John Salisbury) na Igrzyskach Imperium Brytyjskiego i Wspólnoty Brytyjskiej w 1958 w Cardiff, a w biegu na 440 jardów odpadł w półfinale.
Był członkiem brytyjskiej sztafety 4 × 400 metrów, która w składzie: Sampson, John MacIsaac, Wrighton i Salisbury zdobyła złoty medal na mistrzostwach Europy w 1958 w Sztokholmie.